# Caminar sobre el agua
Caminar sobre el agua es un álbum en directo de la banda española de heavy metal Avalanch y fue lanzado en 2008 por la discográfica Santo Grial Producciones.

## Grabación y contenido
Este disco fue grabado durante un concierto realizado por la agrupación el 12 de julio de 2008 en el festival artístico Semana Negra de Gijón, Principado de Asturias, España.  La producción de este álbum corrió por parte del líder y guitarrista de Avalanch Alberto Rionda. Caminar sobre el agua presenta el espectáculo completo efectuado en dicho festival en dos discos compactos y un DVD.

## Recepción
Sorpresivamente, Caminar sobre el agua se posicionó en el 63.º lugar del listado Top 100 Álbumes de la Promusicae cinco días después de su publicación.

## Lista de canciones
Todos los temas fueron compuestos por Alberto Rionda.

| Disco uno |                               |          |  |
| N.º       | Título                        | Duración |  |
| 1.        | «Ángel de la muerte»          | 6:21     |  |
| 2.        | «Otra vida»                   | 5:55     |  |
| 3.        | «Hoy te he vuelto a recordar» | 5:24     |  |
| 4.        | «Delirios de grandeza»        | 5:51     |  |
| 5.        | «Niño»                        | 7:28     |  |
| 6.        | «Papel roto»                  | 4:29     |  |
| 7.        | «Aprendiendo a perder»        | 5:55     |  |
| 8.        | «Alas de cristal»             | 4:07     |  |
| 9.        | «Juego cruel»                 | 6:04     |  |
| 10.       | «La cara oculta de la luna»   | 6:52     |  |
| 11.       | «Santa Bárbara»               | 2:07     |  |
| 12.       | «Aún respiro»                 | 3:59     |  |
| 1:04:32   |                               |          |  |

| Disco dos |                         |          |  |
| N.º       | Título                  | Duración |  |
| 1.        | «¿Quién soy?»           | 4:47     |  |
| 2.        | «Caminar sobre el agua» | 6:28     |  |
| 3.        | «Pies de barro»         | 6:03     |  |
| 4.        | «Alborada»              | 5:11     |  |
| 5.        | «Lucero»                | 5:05     |  |
| 6.        | «Xana»                  | 5:56     |  |
| 7.        | «Torquemada»            | 6:50     |  |
| 8.        | «Semilla del rencor»    | 4:29     |  |
| 9.        | «Sombra y ceniza»       | 7:29     |  |
| 10.       | «Lágrimas negras»       | 6:31     |  |
| 11.       | «La prisión de marfil»  | 11:17    |  |
| 1:10:06   |                         |          |  |

| DVD     |                               |          |  |
| N.º     | Título                        | Duración |  |
| 1.      | «Ángel de la muerte»          | 6:21     |  |
| 2.      | «Otra vida»                   | 5:55     |  |
| 3.      | «Hoy te he vuelto a recordar» | 5:24     |  |
| 4.      | «Delirios de grandeza»        | 5:51     |  |
| 5.      | «Niño»                        | 7:28     |  |
| 6.      | «Papel roto»                  | 4:29     |  |
| 7.      | «Aprendiendo a perder»        | 5:55     |  |
| 8.      | «Alas de cristal»             | 4:07     |  |
| 9.      | «Juego cruel»                 | 6:04     |  |
| 10.     | «La cara oculta de la luna»   | 6:52     |  |
| 11.     | «Santa Bárbara»               | 2:07     |  |
| 12.     | «Aún respiro»                 | 3:59     |  |
| 13.     | «¿Quién soy?»                 | 4:47     |  |
| 14.     | «Caminar sobre el agua»       | 6:28     |  |
| 15.     | «Pies de barro»               | 6:03     |  |
| 16.     | «Alborada»                    | 5:11     |  |
| 17.     | «Lucero»                      | 5:05     |  |
| 18.     | «Xana»                        | 5:56     |  |
| 19.     | «Torquemada»                  | 6:50     |  |
| 20.     | «Semilla del rencor»          | 4:29     |  |
| 21.     | «Sombra y ceniza»             | 7:29     |  |
| 22.     | «Lágrimas negras»             | 6:31     |  |
| 23.     | «La prisión de marfil»        | 11:17    |  |
| 2:14:36 |                               |          |  |

## Créditos
- Ramón Lage — voz
- Alberto Rionda — guitarra líder
- Dany León — guitarra rítmica
- Francisco Fidalgo — bajo
- Marco Álvarez — batería
- Mario Fueyo — teclados

## Posicionamiento
| Año  | País   | Lista                            | Posición máxima |
| ---- | ------ | -------------------------------- | --------------- |
| 2008 | España | Top 100 Álbumes de la Promusicae | 63.º            |